# Erich Becker (Theologe)
Erich J. W. Ferdinand Becker (* 5. Dezember 1883 in Düsseldorf; † 22. Oktober 1959) war ein deutscher evangelischer Pfarrer, Theologe und christlicher Archäologe.

## Leben
Erich Becker war der Sohn des Divisionspfarrers und christlichen Archäologen Ferdinand Becker und dessen Ehefrau Martha geborene Stahn. Sein Großvater mütterlicherseits war Konsistorialrat. Nach dem Besuch des Prinz-Heinrichs-Gymnasiums in Berlin-Schöneberg ging er 1902 zum Studium an die Universität Tübingen, später nach Erlangen und Berlin, wo er beide theologischen Prüfungen ablegte. Anschließend besuchte er das Predigerseminar in Naumburg am Queis. Im Jahre 1909 promovierte er an der Universität Erlangen zum Dr. theol. und 1915 in Naumburg am Queis zum Lic. theol.
Von 1911 bis 1914 war er als Studieninspektor am Predigerseminar in Naumburg am Queis tätig. Im Dezember 1915 wurde er zum evangelischen Pfarrer in Baldenburg in der preußischen Provinz Westpreußen, von 1922 bis 1938 Grenzmark Posen-Westpreußen, ernannt, wo er bis 1941 im Amt war und dann nach Berlin zog, wo er auch nach dem Zweiten Weltkrieg lebte.
Seit 1925 war Becker korrespondierendes Mitglied des Archäologischen Instituts des Deutschen Reiches.

## Ehrungen
Im Jahre 1926 wurde Erich Becker an der Universität Greifswald zum Dr. theol. h. c. ernannt.

## Schriften (Auswahl)
- Das Quellwunder des Moses in der altchristlichen Kunst (= Zur Kunstgeschichte des Auslandes, Heft 72), Straßburg: J. H. Ed. Heitz (Heitz & Mündel), 1909.
- Malta sotterranea. Studien zur altchristlichen und jüdischen Sepulkralkunst (= Zur Kunstgeschichte des Auslandes, Heft 101), Straßburg: J. H. Ed. Heitz (Heitz & Mündel), 1913.
- Auferstehung Christi oder Kreuzigung auf christlichen Sarkophagen?, Berlin, 1920.
- Die altchristliche Hirtenstatuette in Catania, Berlin, 1921.
- Gnostische Einflüsse in der ΠΑΡΘΕΝΟΙ-Darstellung von El Bagawât?, in: Zeitschrift für die Neutestamentliche Wissenschaft und die Kunde der Älteren Kirche, Band 22, Heft 1, Seiten 140–144.